# Frederico José Cardoso de Araújo Abranches
Frederico José Cardoso de Araújo Abranches (Guaratinguetá, 20 de janeiro de 1840 — São Paulo, 17 de setembro de 1903) foi um advogado, jornalista e político brasileiro (partido liberal).
Ingressou na Faculdade de Direito de São Paulo em 1860 e recebeu o título de bacharel em 1864.

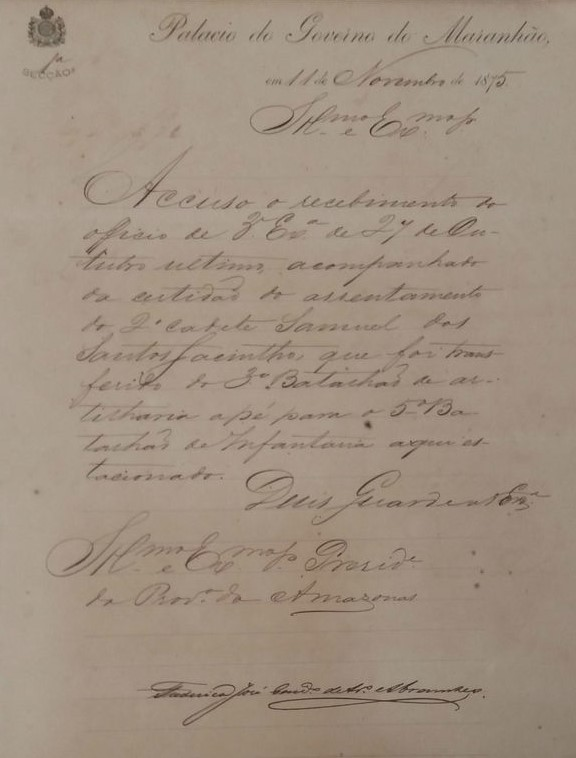
Documento de quando governou o Maranhão.

Foi presidente da província do Paraná, de 13 de junho de 1873 a 2 de maio de 1875. Foi também presidente da província do Maranhão, de 1875 a 1876.
Foi senador por São Paulo na 1ª legislatura (1891 — 1892).